# Anacridium
Genre
Anacridium est un genre d'orthoptères caelifères de la famille des Acrididae.

## Liste des espèces
Selon Orthoptera Species File (2 avril 2010) :
- Anacridium aegyptium (Linnaeus, 1764)
- Anacridium burri Dirsh & Uvarov, 1953
- Anacridium deschauenseei Rehn, 1941
- Anacridium eximium (Sjöstedt, 1918)
- Anacridium flavescens (Fabricius, 1793)
- Anacridium illustrissimum (Karsch, 1896)
- Anacridium incisum Rehn, 1942
- Anacridium javanicum Willemse, 1932
- Anacridium melanorhodon (Walker, 1870)
- Anacridium moestum (Serville, 1838)
- Anacridium rehni Dirsh, 1953
- Anacridium rubrispinum Bei-Bienko, 1948
- Anacridium wernerellum (Karny, 1907)

## Référence
- (en) Uvarov, 1923 : Some new short-horned grasshoppers from East Africa. Annals & Magazine of Natural History Series vol. 9,n.  11,  p. 675-689.